# 제2언어 또는 외국어로서의 영어

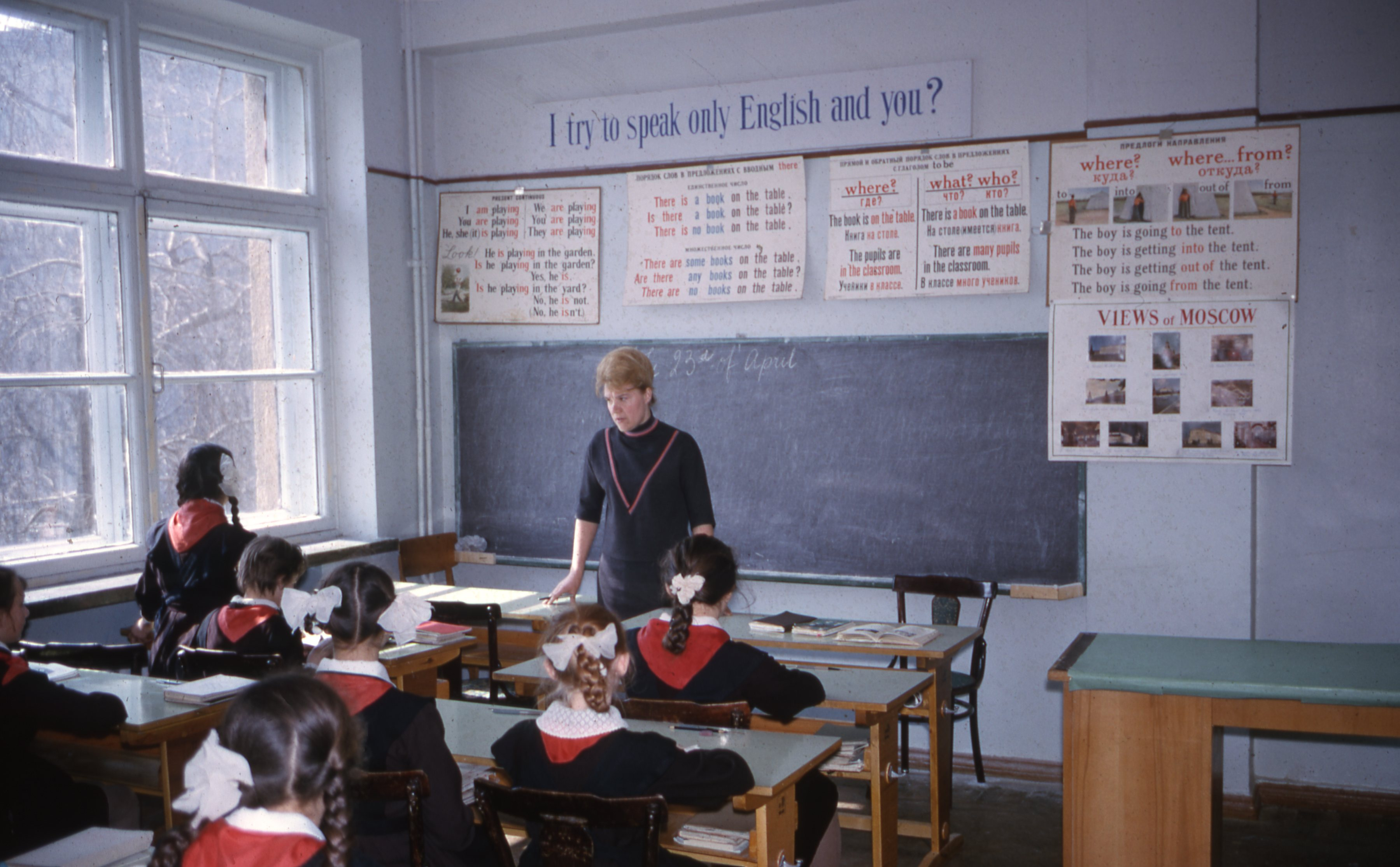
1964년 모스크바의 영어 수업

제2언어 또는 외국어로서의 영어(English as a second or foreign language, ESL) 또는 제2언어로서의 영어(English as a second language)는 각기 다른 모어 화자들이 사용하는 영어이다. 영어 학습을 하는 사람들을 위한 언어 교육이다.

## 학습자를 위한 시험
- IELTS
- TOEFL
- TOEIC

## 같이 보기
- 기초 영어
- 영어교육
- 영국 영어와 미국 영어의 차이
- 영어
- ESL (동음이의)